# Nhái cây sừng
Nhái cây sừng (danh pháp: Gracixalus supercornutus) là một loài ếch trong họ Rhacophoridae. Loài này có ở Việt Nam và có thể cả Lào.
Các môi trường sống tự nhiên của chúng là các khu rừng vùng núi ẩm nhiệt đới hoặc cận nhiệt đới và sông.